# Новолабинская
Новолаби́нская — станица в Усть-Лабинском районе Краснодарского края. Образует Новолабинское сельское поселение.

## География
Станица расположена между правым берегом Лабы и левым берегом Малого Зеленчука, в степной зоне, в 18 км юго-восточнее города Усть-Лабинск.

## История
Станица основана в 1855 году в составе Новой (Лабинской) линии. Входила в Майкопский отдел Кубанской области. По мнению К. Х. Меретукова, адыгское название станицы — адыг. Къэлакӏэ — переводится как «Новый город».

## Население
| 2002  | 2010  | 2012  | 2013  | 2014  | 2015  | 2016  |
| ----- | ----- | ----- | ----- | ----- | ----- | ----- |
| 3685  | ↘3327 | ↗3362 | ↗3367 | ↘3349 | ↗3351 | ↘3334 |
| 2017  | 2018  | 2019  | 2020  | 2021  | 2023  |       |
| ↘3291 | ↘3237 | ↗3247 | ↘3213 | ↘3066 | ↘3013 |       |

Национальный состав
Большинство населения станицы составляют русские — 91,4 % % в 2002 году, проживают также армяне, украинцы, азербайджанцы и др.

### Известные уроженцы
- Проценко, Олег Петрович (1979—1999) — боец Армавирского отряда спецназа «Вятич», Герой России
- Рулёв, Иван Филиппович (1924—1991) — Герой Советского Союза.